# Tjärnängestjärnen, Jämtland
Tjärnängestjärnen är en sjö i Bräcke kommun i Jämtland och ingår i Ljungans huvudavrinningsområde.